# Élisée de Souma

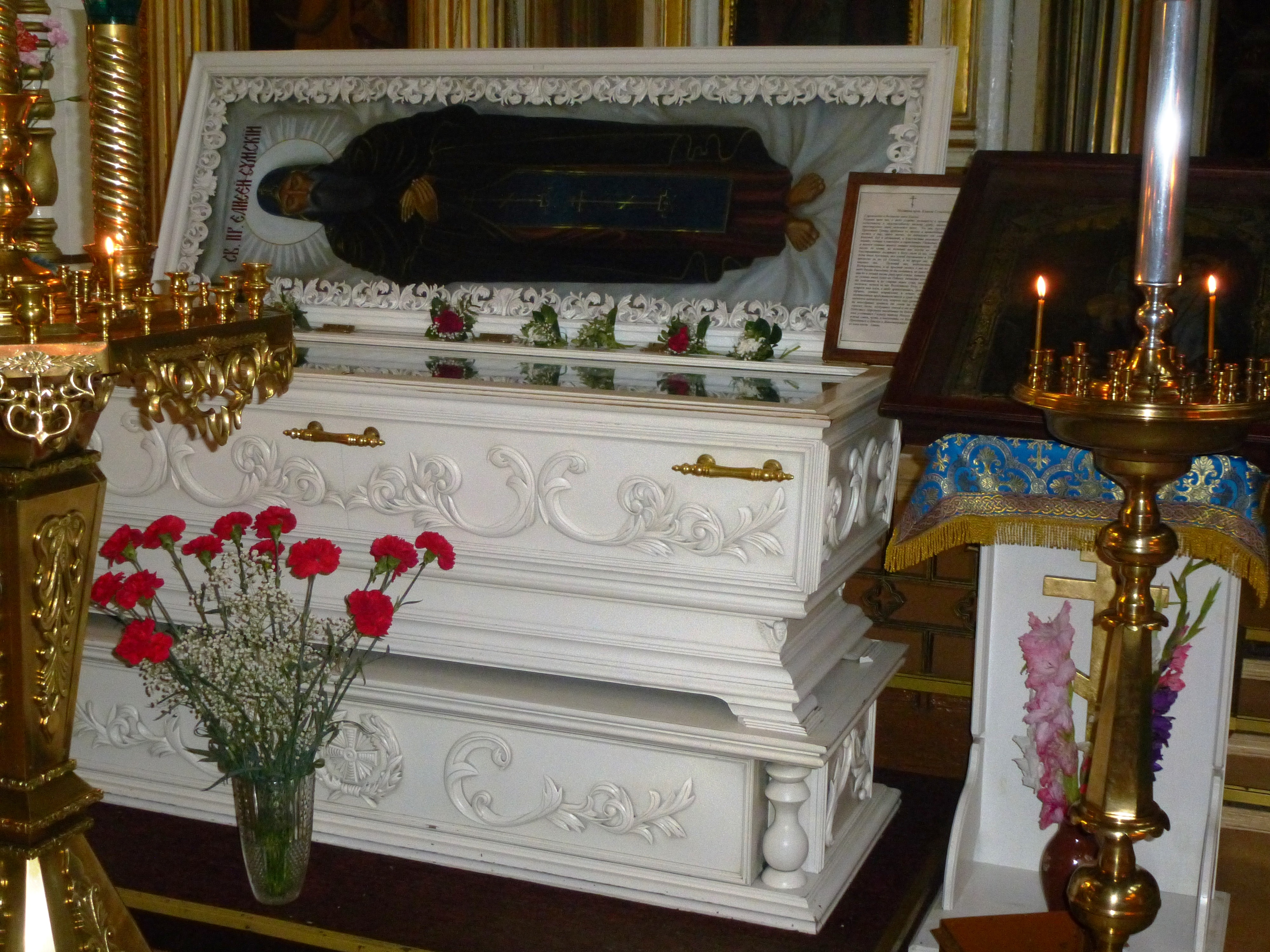
Châsse contenant les restes de saint Élisée à l'église de l'Exaltation-de-la-Croix de Petrozavodsk.

Saint Élisée de Souma (Елисе́й Су́мский) est un vénérable moine de l'Église orthodoxe russe qui vécut au XVe siècle au village de Souma (aujourd'hui Soumski Possad en république de Carélie) et reçut la tonsure au monastère Solovetski. 
On connaît peu de choses de la vie d'Élisée. Elle est évoquée « à propos de miracle d'un certain moine Élisée », dans la Vie des vénérables Zossime et Sabbas de Solovki. Il vivait de la pêche avec la bénédiction de son abbé en compagnie de quatre autres moines anciens au bord de la rivière Vyg, aux abords du village de Zolotets, à 60 verstes du monastère. Sentant sa fin venir, il voulut prendre le grand schème. Le hiéromoine le plus proche se trouvait à 70 verstes à Souma (à 3 kilomètres de la baie d'Onega) où Élisée se rendit par voie d'eau accompagné des anciens.   
Il est inscrit à la liste des saints locaux au XVIIIe siècle. Son corps est enterré sous l'autel de l'église Saint-Nicolas de Souma.  
Sa fête est fixée au 14 juin dans le calendrier julien ou le 27 juin dans le calendrier grégorien.  
L'on a construit à Soumski Possad une église sous le vocable de saint Élisée de Souma. Les restes d'Élisée sont pris en juillet 1929 par les représentants des autorités communistes locales pour empêcher toute vénération publique et placées dans les fonds du musée national de la république de Carélie. Ils sont rendus à l'Église orthodoxe russe en 1990 qui les donne à l'église de l'Exaltation-de-la-Croix de Petrozavodsk,.